# Мордад
Мордад (перс. مرداد) — п'ятий місяць іранського календаря, складається з 31 дня. У григоріанському календарі відповідає 23 липня - 22 серпня в невисокосних роках або 22 липня - 21 серпня у високосних. Мордад - другий місяць літа. 
Назва походить від середньоперського Amurdad і авестійського Ameretat, зороастрійського божества безсмертя.